# Maria Augusta de Thurn e Taxis
Maria Augusta Ana de Thurn e Taxis (Frankfurt am Main, 11 de agosto de 1706 — Göppingen, 1 de fevereiro de 1756) foi uma regente de Württemberg. Era um membro da Casa de Thurn e Taxis, sendo filha de Anselmo Francisco, 2º Príncipe de Thurn e Taxis, e da sua esposa, a princesa Maria Luísa Ana Francisca de Lobkowicz. Através do seu casamento com o duque Carlos Alexandre de Württemberg tornou-se duquesa-consorte de Württemberg.

## Primeiros anos
Maria Augusta nasceu a 11 de agosto de 1706. Cresceu nos Países Baixos austríacos e depois mudou-se para Frankfurt am Main onde se encontravam os interesses económicos e financeiros da família. O seu único irmão era Alexandre Fernando de Thurn e Taxis, que se viria a casar com a única filha de Maria Augusta em 1753.

## Casamento
Maria Augusta foi escolhida para noiva do duque Carlos Alexandre de Württemberg-Winnental, mais tarde duque de Württemberg, por ser uma princesa católica. O casamento celebrou-se a 1° de Maio de 1727 em Frankfurt e o casal teve seis filhos, quatro dos quais chegaram à idade adulta.
O seu casamento de dez anos foi turbulento, embora todos sentissem que eles eram perfeitos um para o outro em quase todos os aspectos, uma vez que eram ambos mestres na intriga e na diplomacia secreta. Carlos recorria muitas vezes a um criado de confiança para espiar a sua esposa e garantir que ela não interferia em assuntos de estado ou criticava os ministros do marido. Depois de uma disputa mais séria em 1736, o seu marido pediu-lhe mesmo para prometer que nunca mais se iria meter em assuntos de estado.

## Regente

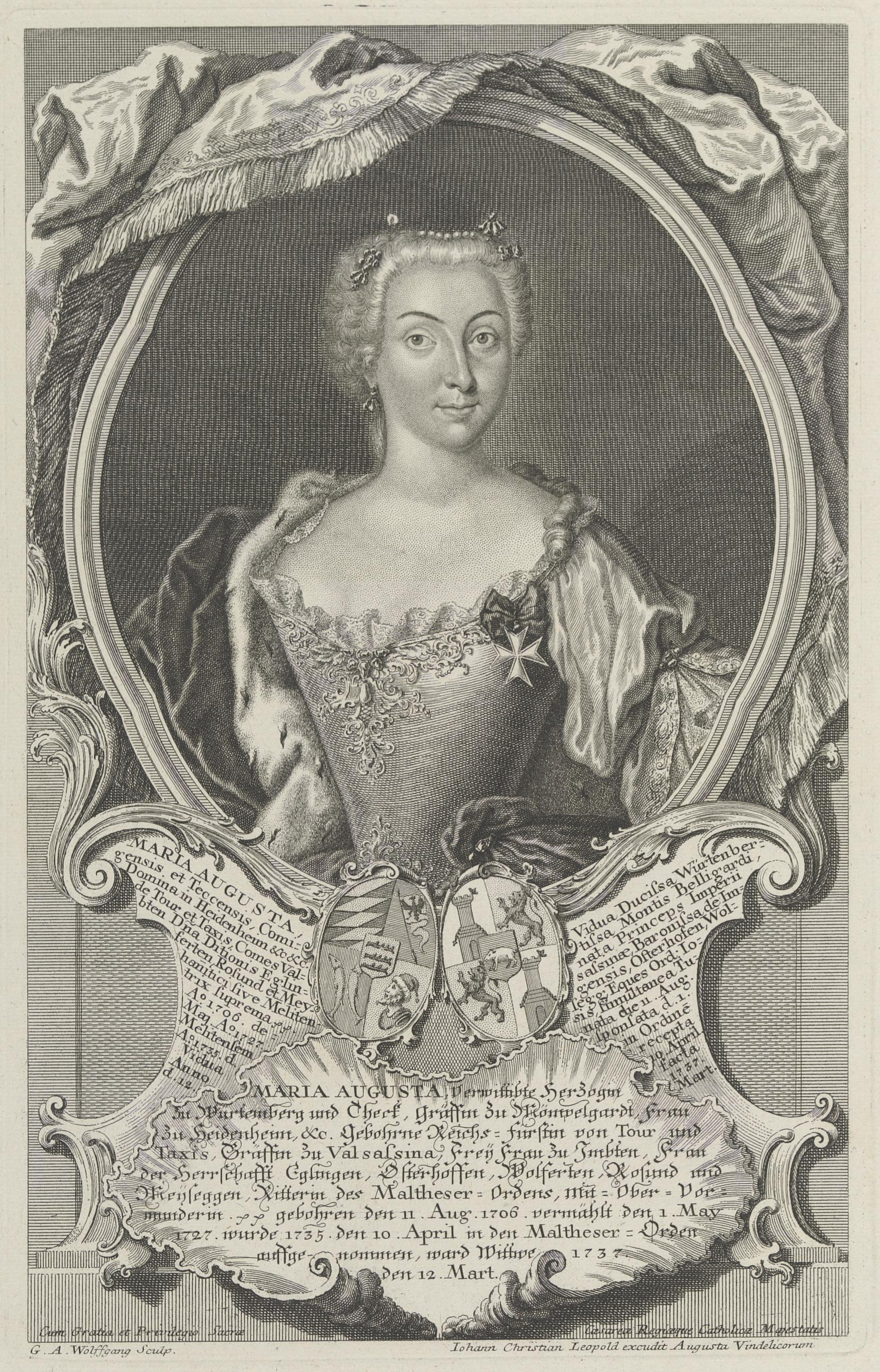
Maria Augusta
Gustav Andreas Wolfgang, c.1737-1740, Veste Coburg

O marido de Maria Augusta morreu subitamente a 12 de março de 1737, na noite em que ia partir para uma inspecção militar. Este acontecimento significou que o seu filho de nove anos, Carlos Eugénio, se tornava duque de Württemberg. Depois de ter alguns problemas iniciais com o conselho de regência que queria tirar o poder ao seu filho, Maria Augusta conseguiu finalmente chegar a regente a 5 de novembro do mesmo ano. Recebeu um grande rendimento e foi reconhecida como co-regente com controlo sob a educação do filho.
A partir de 1739 até ao ano seguinte, Maria teve um caso amoroso com um capitão do exército. Surgiram rumores de uma possível gravidez que se espalharam tão rapidamente que o conselho de estado deu início a uma investigação. O capitão foi dispensado e Maria foi obrigada a permanecer em Bruxelas durante cinco meses a partir de abril de 1740. O seu exílio afastou-a do poder directo, principalmente quando se estavam a decidir políticas importantes e se faziam preparativos para a educação do filho. Por exemplo, Maria não conseguiu impedir uma aliança desastrosa com o Reino da Prússia que deixaria Württemberg exposto no início da Guerra de Sucessão Austríaca.
Contudo, em 1744, Maria Augusta conseguiu reconquistar uma posição com bastante influência. Organizou as carreiras militares dos seus dois filhos mais velhos, permitindo-lhes receber comissões no exército prussiano. Em 1748, encorajou o seu filho mais velho, o duque reinante Carlos Eugénio, a contrair matrimónio com a princesa Hohenzollern Isabel Frederica Sofia de Brandemburgo-Bayreuth, sobrinha do rei Frederico, o Grande. Como era católica, Maria preparou o seu filho mais novo, o duque Frederico Eugénio, para uma vida na Igreja Imperial. No entanto, os seus sonhos para a vida religiosa do filho mais novo acabaram por ser desfeitos quando ele ficou noivo de outra sobrinha de Frederico, o Grande, a marquesa Frederica de Brandemburgo-Schwedt. O duque também se tornou um dos mais importantes comandantes de cavalaria do rei prussiano.
A influência de Maria Augusta foi diminuindo à medida que o seu filho mais velho se foi tornando mais independente em 1749. Morreu a 1 de fevereiro de 1756 em Göppingen, Württemberg.

## Atributos pessoais
Maria Augusta era muitas vezes elogiada pela sua beleza. Contudo, era também criticada pela sua falta de juízo e determinação. Também gostava de mostrar abertamente a sua posição de duquesa de Württemberg gastando grandes quantidades de dinheiro, algo que não agradava aos seus súbditos. Por exemplo, o seu guarda-roupa incluía 228 vestidos. O mais caro custava 500 florins, trinta vezes mais do que o rendimento anual dos seus criados. Apesar de ser frequentemente retratada como pouco inteligente, tinha uma grande biblioteca que tinha os mais recentes livros de romance, teatro e filosofia. Trocava correspondência com Voltaire e era amiga do marquês d'Argens.

## Descendência
1. Carlos Eugénio de Württemberg (11 de fevereiro de 1728 – 24 de outubro de 1793), casado com a princesa Isabel Frederica Sofia de Brandemburgo-Bayreuth; sem descendência. Casado depois com Francisca de Hohenheim.
2. Eugénio Luís de Württemberg (nascido e morto em 1729).
3. Luís Eugénio de Württemberg (6 de janeiro de 1731 – 20 de maio de 1795), casado com a princesa Sofia Albertina de Beichlingen; com descendência.
4. Frederico II Eugénio, Duque de Württemberg (21 de janeiro de 1732 – 23 de dezembro de 1797), casado com a marquesa Frederica de Brandemburgo-Schwedt; com descendência.
5. Alexandre Eugénio de Württemberg (1733–1734)
6. Augusta Isabel de Württemberg (30 de outubro de 1734 – 4 de junho de 1787), casada com Carlos Anselmo de Thurn e Taxis; com descendência.